# Pica vermella de la Xina
Ochotona erythrotis és una espècie de pica de la família dels ocotònids que viu a la Xina.